# Dee Bradley Baker
Dee-Bradley Coltin Baker (Bloomington, Indiana; 31 de agosto de 1962) es un actor de voz estadounidense, conocido por su participación en KND: Los chicos del barrio, como Número 4, Tommy, además de ser la voz de Klaus en American Dad, también en Phineas y Ferb 
haciendo el sonido del ornitorrinco Perry el Ornitorrinco, hacer los sonidos de Diogee en La Ley de Milo Murphy, la de los clones en Star Wars The Clone Wars, Star Wars: The Bad Batch y Star Wars Rebels además de Avatar: la leyenda de Aang en los personajes de Appa y Momo. Sin olvidar que también participó en la serie de Cartoon Network Teen Titans, como los sonidos de Cinderblock, Plasmus, entre otros monstruos.
Baker nació en Indiana pero creció en Greeley, Colorado. Baker inició sus estudios trabajando en musicales, óperas, juegos, y leyendo discursos en el colegio.
Se graduó en el Colorado College, ubicado en Colorado Springs. Allí mejoró su filosofía, e incluso aprendió hablar alemán. Baker se inició trabajando como actor, comediante y cantante al salir del colegio, donde actualmente trabaja en Los Ángeles.

## Series
- Mike, Lu y Og (1998-2000)
- Leyendas del templo escondido (1993-1995)
- La vida moderna de Rocko (1993-1996)
- La vaca y el pollito (1995-1999)
- Soy la Comadreja (1998-1999)
- Rugrats: Aventuras en pañales (1997-2001)
- Jimmy Neutron: El niño genio (2001)
- El laboratorio de Dexter (1997-2004)
- Johnny Bravo (1997-2004)
- Las chicas superpoderosas (1999-2004)
- Samurai Jack (2002-2004)
- Lilo & Stitch (2003-2005)
- Los Jóvenes Titanes (2003-2006)
- American Dragon: Jake Long (2005-2007)
- Las Sombrías Aventuras de Billy y Mandy (2001-2007)
- KND: Los chicos del barrio (2002-2008)
- Danny Phantom (2004-2007)
- Ben 10 (2005-2008)
- W.I.T.C.H. (serie animada) (2004-2006)
- Avatar: The Last Airbender (2005-2008)
- The Spectacular Spider-Man (2008-2009)
- Los Sustitutos (2006-2009)
- My Friends Tigger & Pooh (2007-2009)
- Ben 10: Alien Force (2008-2010)
- Los padrinos mágicos (2001-2011)
- Ben 10: Ultimate Alien (2010-2012)
- Jorge el curioso (2007-2012)
- Justicia Joven (2011-2012)
- Manny a la obra (2006-2012)
- New Teen Titans (2011-2012)
- Padre de familia (2000-2013)
- Scooby-Doo! Mystery Incorporated (2010-2013)
- Ben 10: Omniverse (2012-2013)
- La leyenda de Korra (2012-2014)
- Gravity Falls (2012-2016)
- The Loud House (2016-presente)
- Bob Esponja (1999-presente)
- Randy Cunningham: 9th Grade Ninja (2012-2013)
- La Casa de Mickey Mouse (2006-2013)
- Hora de Aventura (2010-2018)
- La ley de Milo Murphy (2016)
- Phineas y Ferb (2007-2015)
- American Dad! (2005-presente)
- Star Wars: The Clone Wars (2008-2014/2018)
- Jake y los Piratas de Nunca Jamás (2011-presente)
- Steven Universe (2013-presente)
- Miles from Tomorrowland (2015-presente)
- Los 7E (2014-2017)
- Los Casagrande (2019-2022)
- Sharkdog (2021)

## Películas
- Space Jam (1996)
- Scooby-Doo 2: Monsters Unleashed (2004)
- The Jimmy Timmy Power Hour (2004)
- Bob Esponja: La Película (2004)
- The Jimmy Timmy Power Hour 2: When Nerds Collide (2006)
- The Fairly OddParents in Fairy Idol  (2006)
- Codename: Kids Next Door - Operation Z.E.R.O. (2006)
- Happy Feet (2006)
- TMNT (2007)
- Ben 10: Secret of the Omnitrix (2007)
- The Grim Adventures of the KND (2007)
- Ben 10 : Carrera Contra el Tiempo (2007)
- G-Force (2009)
- The Haunted World of El Superbeasto (2009)
- Astro Boy (película) (2009)
- Ben 10: Alien Swarm (2009)
- Scooby-Doo! Abracadabra-Doo (2010)
- Furry Vengeance (2010)
- The Last Airbender (2010)
- Phineas y Ferb: A través de la segunda dimensión (2011)
- Beethoven: Una aventura navideña (2011)
- Ben 10: Destroy All Aliens (2012)
- Superman vs. The Elite (2012)
- Tinker Bell: Secret of the Wings (2012)
- Frankenweenie (2012)
- Los miserables (2012)
- Scooby-Doo! Mask of the Blue Falcon (2012)
- Exchange Student Zero (2012)
- Scooby-Doo! Adventures: The Mystery Map (2013)
- Justice League: The Flashpoint Paradox (2013)
- Khumba (2013)
- Iron Man & Hulk: Heroes United (2013)
- LEGO DC Super Heroes: Justice League: Attack of The Legion of Doom (2015)
- Smurfs: The Lost Village (2017)
- LEGO DC Super Heroes: The Flash (2018)
- llage (2017)
- La Monja (2018)
- LEGO DC Super Heroes: Aquaman: Rage of Atlantis (2018)
- LEGO DC: Shazam: Magic and Monsters (2020)

## Videojuegos
- Minecraft: Story Mode (2015/16)
- Portal 2 (2011)
- Dota 2 (2013), (Techies)
- Halo 2 (2004), (Gravemind)
- Gears of Wars (General RAAM, Theron, Drone Locust)

- Datos: Q837676
- Multimedia: Dee Bradley Baker / Q837676